# Sonderkommando Elba
Il Sonderkommando Elba è un'unità speciale della Luftwaffe creata nel 1945 su consiglio del colonnello Hans-Joachim Herrman con l'obbiettivo di interrompere per un periodo di almeno sei settimane i bombardamenti alleati sulla Germania. Tale periodo era infatti necessario all'alto comando tedesco per schierare i nuovi caccia a reazione Messerschmitt Me 262, essenziali per riottenere la supremazia aerea sui cieli tedeschi.

## Descrizione
La particolarità di quest'unità speciale risiedeva nel fatto che i piloti, dotati di versioni speciali alleggerite del Messerschmitt Bf 109 a cui erano state eliminate le mitragliatrici e la corazzatura, dovessero speronare gli aerei alleati, e non tentare di abbatterli con le mitragliatrici. Questa tattica derivava dal fatto che i caccia tedeschi, più leggeri e veloci rispetto ai pesanti bombardieri alleati, potevano evitare il fuoco di sbarramento proveniente dalle torrette antiaeree e abbattersi sugli obbiettivi senza dover fare da bersaglio mentre mitragliavano i velivoli avversari.
Quest'unità, composta da volontari, è dissimile però dalle "unità suicide", come i kamikaze nipponici (che imbarcavano anche esplosivo), in quanto i piloti, una volta speronato con il proprio aereo l'obbiettivo, dovevano lanciarsi con il paracadute e rientrare, se possibile, alla base per partecipare a nuove sortite.
I piloti di quest'unità erano stati addestrati ad adottare diverse tattiche di speronamento. Le principali erano di tentare di falciare la coda o le ali dei velivoli alleati oppure di colpire frontalmente la cabina di pilotaggio. Il punto nevralgico a cui puntare era però posizionato tra le ali e la sezione di coda, in quanto un colpo diretto in quella zona avrebbe potuto spezzare in due parti il bombardiere.

## Operazioni
L'unico combattimento di quest'unità avvenne il 7 aprile 1945. 180 Bf 109 pilotati da volontari attaccarono a più riprese varie formazioni di bombardieri americani Consolidated B-24 Liberator e Boeing B-17 Flying Fortress. 15 di essi vennero colpiti da queste azioni di attacco, e otto andarono distrutti.
L'attacco che ebbe maggior rilievo fu portato dal pilota Heinrich Rosner contro un B24 del 389º gruppo da bombardamento denominato Palace of Dallas. Dopo aver girato attorno alla formazione dei Liberator, i quali non potevano aprire il fuoco per non rischiare di incorrere in fuoco amico, Rosner puntò sul bombardiere in testa e si lanciò poco prima che il suo Bf 109 tranciasse di netto con la propria ala la cabina del Palace, per poi rimbalzare su di un altro B24 che si trovava lì accanto, provocandone la distruzione.